# Maurice d'Elbée
Maurice Joseph Louis Gigost d'Elbée (Dresde, 21 de marzo de 1752- isla de Noirmoutier, 6 de enero de 1794) fue un general del Ejército Católico y Real de la Vandea.

## Biografía
Nacido en 1752 en una familia de origen francés establecida en Sajonia, llegó a Francia en 1777. Naturalizado como francés, se enlistó en un regimiento de caballería, alcanzando el grado de teniente y retirándose en 1783. El 17 de noviembre de 1789 se casó en la iglesia de Gaubretière con Marguerite-Charlotte du Houx d'Hauterive, retirándose a vivir a Beaupréau. Le sobrevivió su hijo, Louis-Joseph Maurice d'Elbée, nacido el 12 de marzo de 1793.

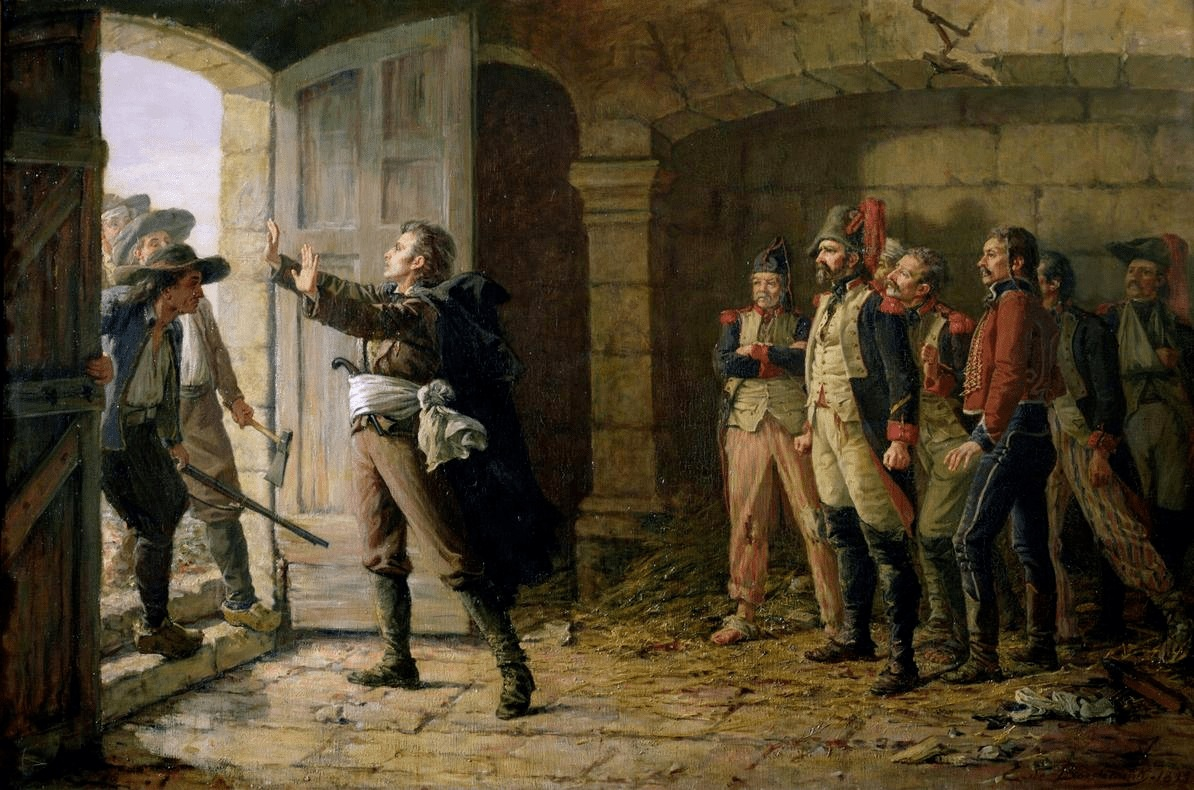
D'Elbée protégeant les prisonniers républicains après la bataille de Chemillé. Cuadro de Marie Felix Edmond de Boislecomte (1849-1923),

Aunque inicialmente siguió a los príncipes a Coblenza, regresó en obediencia a las leyes que ordenaban regresar a los émigrés. En 1793 se sumó a las sublevaciones campesinas de la Vandea, quedando como segundo de Jacques Cathelineau (1756-1793). Tras la muerte de su comandante asumió el mando, obteniendo victorias en Coron y Beaulieu. 
Es famoso por sus acciones tras la batalla de Chemillé, el 11 de abril de 1793: después de la victoria de los insurrectos, muchos de ellos planearon vengar sus muertes y matar a los prisioneros republicanos (aproximadamente 400). De Elbée intentó impedírselo y finalmente les pidió que recitaran el Padre nuestro, lo que hicieron; entonces, cuando habían llegado a la sentencia "Y perdonamos hacernos nuestras faltas, ya que perdonamos a aquellos que nos han maltratado contra nosotros", los interrumpió con las palabras: "No mentís a Dios!". Movidos por este reproche, sus hombres se retiraron y de Elbée pudo salvar a los prisioneros. Desde ese momento, este episodio es conocido como Le Pater de Elbée (Padre nuestro de Elbée).
El 30 de julio fue vencido en Luçon tras dirigir a sus tropas exponiéndose a los mayores peligros. Sin embargo, consiguió conservar el grueso de sus fuerzas intactas. Posteriormente, sufriría una nueva derrota, aún peor, en Luçon.

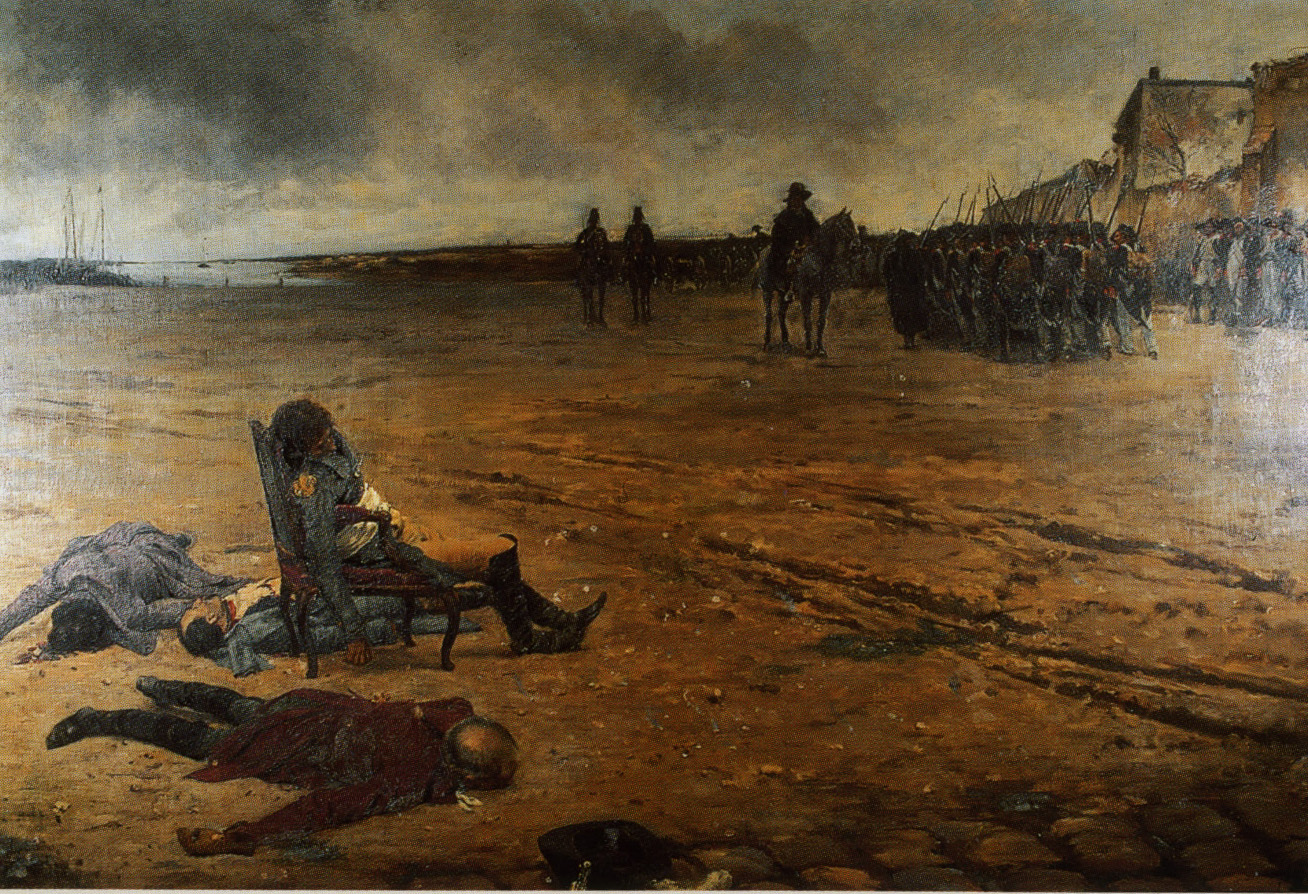
Mort du général D'Elbée, retrato de Julien Le Blant (1851-1936), 1878.

Finalmente, su ejército sería decisivamente vencido en la segunda batalla de Cholet, el 17 de octubre, por el general Jean Baptiste Kléber (1753-1800). Elbée, gravemente herido durante el combate, debió retirarse a Beaupréau y después a la isla de Noirmoutier; tres meses después, cuando los republicanos tomaron posesión de la isla, fue llevado ante un tribunal militar que lo sentencio a muerte, siendo fusilado en la plaza mayor del pueblo sentado sobre una silla por no poder estar de pie a causa de sus heridas (esta aún se conserva en el museo en que se convirtió el castillo local). Su esposa sería fusilada veinte días más tarde y su cuerpo quedaría sin enterrar. Su hijo serviría en los ejércitos napoleónicos, destacando en Leipzig. Fue herido en Hanau, muriendo en un hospital de Potsdam al año siguiente.
Descrito como un hombre piadoso, valiente y muy querido por sus soldados, que lo llamaban général la Providence. A pesar de ser un hábil estratega siempre se mantuvo en un rol secundario, por lo que fue menos conocido que otros dirigentes rebeldes.